# Low Orbit Ion Cannon
Low Orbit Ion Cannon (LOIC) és una aplicació dissenyada per realitzar proves de resistència a una xarxa informàtica, desenvolupada per "praetox" usant el C #. L'aplicació fa un atac de denegació de servei de l'objectiu enviant una gran quantitat de paquets TCP, paquets UDP o peticions HTTP per tal de determinar quina és la quantitat de peticions per segon que pot resoldre la xarxa objectiu abans de deixar de funcionar.
L'any 2012 n'apareixeria una versió millorada, l'anomenat High Orbit Ion Cannon, capaç de crear més peticions i permetent l'ús d'scripts personalitzats, o boosters, que fan que el HOIC també pugui atacar nombroses subpàgines del mateix domini. Així, en global es necessiten molts menys usuaris per causar problemes a una pàgina web.

## Ús del Low Orbit Ion Cannon
El Low Orbit Ion Cannon es va fer servir per primer cop durant el Project Chanology, l'any 2008, una campanya que tenia com a objectiu l'Església de la Cienciologia després que aquesta institució denunciés a Youtube per infracció dels drets d'autor, intentant que la plataforma eliminés un dels seus vídeos.
L'any 2010 l'aplicació es popularitzaria durant l'Operació Payback, emprant-se per bloquejar els servidors de diverses organitzacions protectores de copyright com a resposta a l'atac de denegació que havien llançat contra diversos servidors de fitxers torrent. Donat l'èxit mediàtic d'aquests bloqueigs, i la quantitat de voluntaris anònims que van cedir els seus ordinadors per participar-hi, es va continuar realitzant un programa de bloqueigs organitzats contra diverses institucions afins a la gestió de drets d'autor.
El 6 de desembre de 2010, es va fer una nova crida per utilitzar el programa LOIC de forma massiva contra les empreses PostFinance i PayPal pel bloqueig dels comptes bancaris de WikiLeaks.
El 20 de desembre de 2010, Anonymous va bloquejar els webs del Congrés espanyol i de la SGAE i també dels partits polítics PSOE, PP, CiU i PNB en protesta contra l'anomenada Llei Sinde, la Llei d'Economia Sostenible.
Després de l'eliminació de Megaupload el 2012, un popular web d'intercanvi de fitxers, Anonymous tornaria a dur a terme atacs de denegació de servei contra nombroses pàgines web d'institucions estatunidenques: el Departament de Justícia dels Estats Units, l'FBI…

## IRCLOIC
El desenvolupador "NewEraCracker" actualitzà LOIC per a l'Operation Payback arreglant alguns errors de programari i afegint algunes habilitats noves al programa.
Des de la versió 1.1.1.3, LOIC incorpora la possibilitat que l'usuari delegui voluntàriament el control de l'aplicació LOIC a l'operador d'un canal IRC, que pot controlar d'aquesta manera un atac coordinat emprant tots els clients connectats a aquest canal. Aquesta característica es denomina comunament com intel·ligència d'eixam (Hive Mind, en anglès) i permet l'organització ràpida d'una botnet formada per voluntaris. La versió amb control remot per IRC s'anomena habitualment IRCLOIC.
Aquesta actualització funciona en Windows XP i posteriors, necessitant Microsoft Microsoft .NET 03/05 Service Pack 1. També funciona en sistemes Linux amb els paquets Mono o Wine.
En aquestes darreres versions hi ha l'opció per a engegar el programa amagat com a servei de fons (Background service en anglès).